# Byfleet
Byfleet – wieś w Anglii, w hrabstwie Surrey, w dystrykcie Woking. Leży 22 km na południowy zachód od centrum Londynu. Miejscowość liczy 6995 mieszkańców.